# Carmodymyia ancylostomiae
Carmodymyia ancylostomiae là một loài ruồi trong họ Tachinidae.